# Blauwe Meer
Blauwe Meer (nizozemski za "modro jezero") je umjetno jezero, točnije kopovsko jezero, jugoistočno od Hoogersmildea u pokrajini Drenthe, Nizozemska.
Godine 1905., Roelfsema, poduzetnik sa sjedištem u Groningenu, otvorio je tvornicu cigle od vapnenog pijeska u Hoogersmildeu, proizvodeći jeftiniju alternativu tradicionalnoj pečenoj cigli. Blauwe Meer je nastao vađenjem pijeska potrebnog za ciglu. Ime je dobio po glaukonitu koji uz njegovu dubinu daje vodi plavo-zelenu nijansu. Danas se koristi za kupanje, s kontroliranom kvalitetom vode.